# Kleiner Falkenstein
Le Kleiner Falkenstein est une montagne culminant à 1 190 mètres d'altitude dans la forêt de Bavière, contrefort de la forêt de Bohême.

## Géographie
Le Kleiner Falkenstein se situe directement sous le Großer Falkenstein.
Depuis son sommet rocheux, on a un panorama sur le Großer Arber, l'Osser, la ville de Zwiesel et la Bohême.
Le Kleiner Falkenstein est le centre d'une réserve naturelle d'une superficie de 18 hectares.  Dans la paroi rocheuse sous le sommet, il y a des nids de faucons pèlerins.

## Ascension
Le Kleiner Falkenstein est accessible depuis la Zwieslerwaldhaus en passant par les chutes du Steinbach et le Großer Falkenstein.